# Šoulet

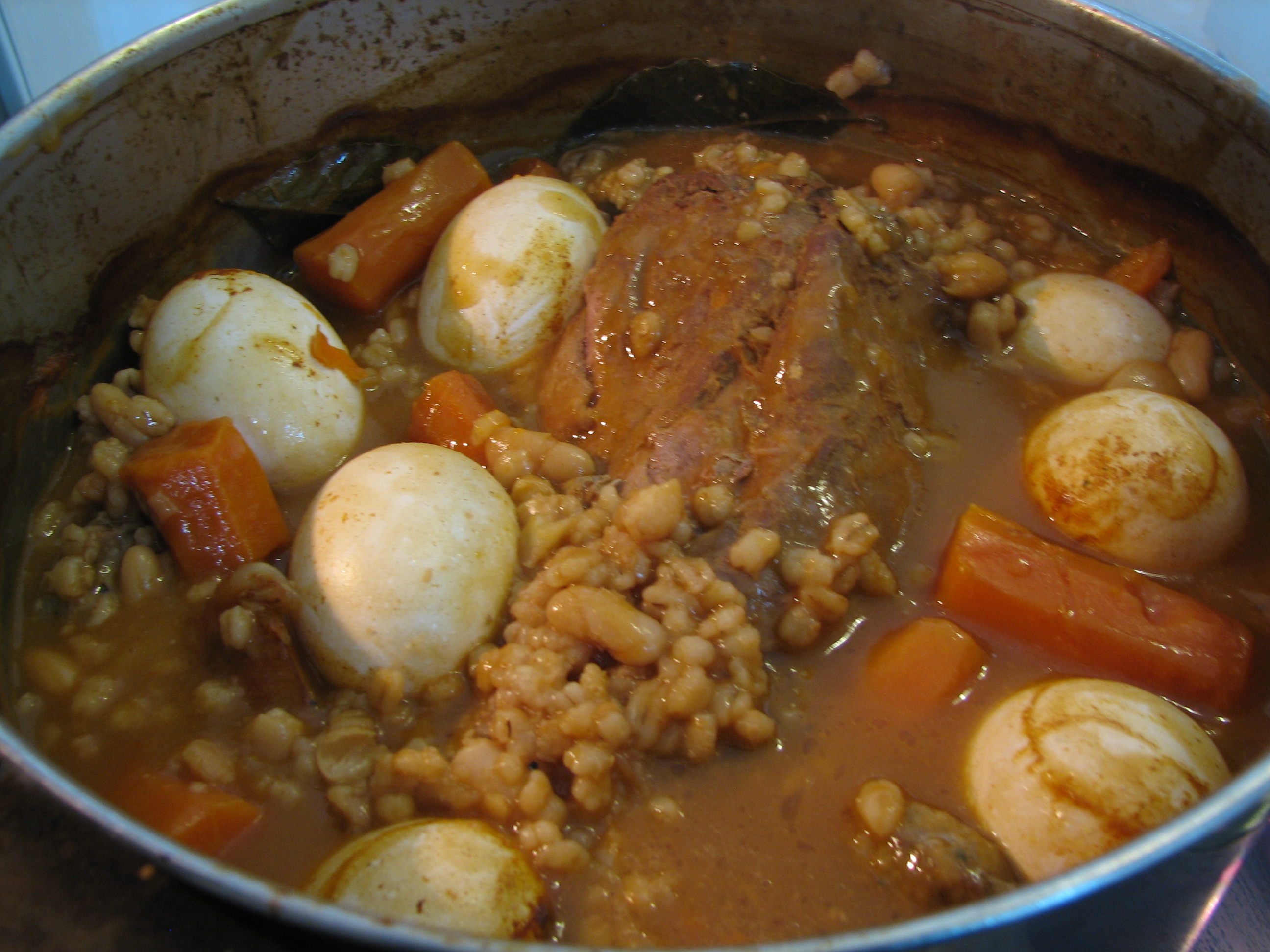
Šoulet

Šoulet (jidiš: טשאָלנט, český přepis: tšolnt; hebrejsky: חמין, český přepis: chamín) je židovské jídlo, které se připravuje z luštěnin jako jsou fazole, cizrna, sója, hrách. Lze také přidat kroupy.

## Příprava
Luštěniny je třeba nejprve uvařit a propláchnout. Očištěná a nadrobno nakrájená cibule se na trošce oleje usmaží dozlatova. Rozmačkaný česnek se vmíchá do luštěnin. Lze také přidat koření podle chuti. Do vymaštěného pekáče se vlije osmažená cibule a vloží se do něj luštěniny. Pokrm se peče přibližně při teplotě 190 °C.